# Playa Sardinas I
Playa Sardinas I es un barrio ubicado en la isla-municipio de Culebra en el estado libre asociado de Puerto Rico. En el Censo de 2010 tenía una población de 186 habitantes y una densidad poblacional de 11,01 personas por km².

## Geografía

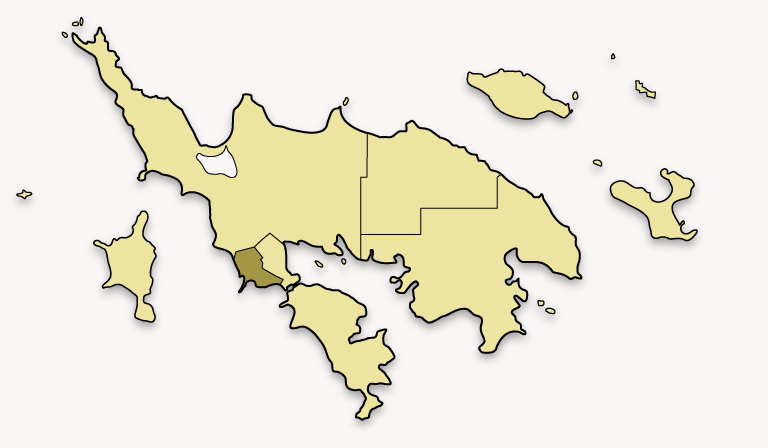
Ubicación del barrio de Playa Sardinas I en el municipio de Culebra

Playa Sardinas I se encuentra ubicado en las coordenadas 18°18′9″N 65°18′29″O / 18.30250, -65.30806. Según la Oficina del Censo de los Estados Unidos, Playa Sardinas I tiene una superficie total de 16.9 km², de la cual 0.48 km² corresponden a tierra firme y (97.16%) 16.42 km² es agua.

## Demografía
Según el censo de 2010, había 186 personas residiendo en Playa Sardinas I. La densidad de población era de 11,01 hab./km². De los 186 habitantes, Playa Sardinas I estaba compuesto por el 56.99% blancos, el 30.65% eran afroamericanos, el 3.23% eran de otras razas y el 9.14% pertenecían a dos o más razas. Del total de la población el 85.48% eran hispanos o latinos de cualquier raza.